# Bechatka

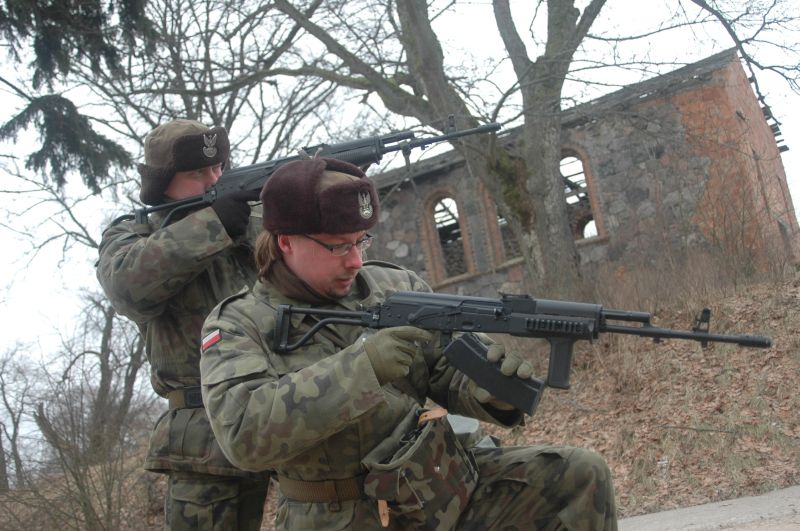
Żołnierze NSR w kurtkach polowych wz. 93

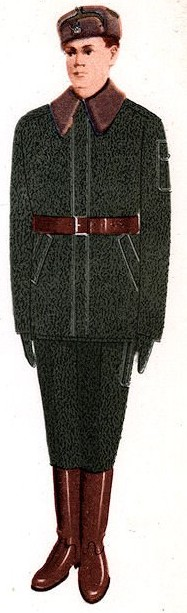
Ubiór polowy zimowy żołnierza ZSW (wojska lądowe) z kurtką polową wz. 5607

Bechatka (także Panterka) – potoczna nazwa kurtki polowej w zimie noszonej przez polskich żołnierzy oraz funkcjonariuszy służb mundurowych w składzie ubioru polowego zimowego. Obecnie zastępowane w Wojsku Polskim przez komplety goretexowe.

## Bechatka w kamuflażu deszczyk
Bechatki w kamuflażu „deszczyk” wprowadzono wraz z mundurami w tym samym maskowaniu, tj. wz. 58.

## Bechatki w kamuflażu moro wz. 68 (mora)

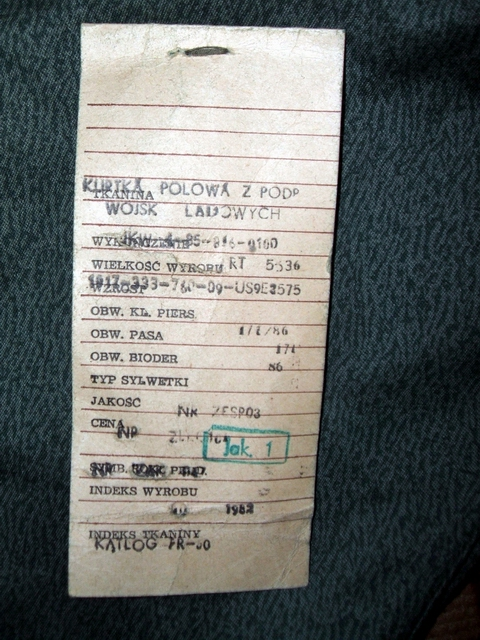
Kurtka polowa z podpinką wojsk lądowych (bechatka) wz. 5336 produkcji Zakładów Warmia. Rok 1982.

Na przełomie lat 60. i 70. wprowadzono nowy mundur w kamuflażu moro. Wraz z nim wprowadzono nowy wzór kurtki polowej oznaczony jako wz. 5607.
Bechatka tego wzoru posiadała flanelową podpinkę z kołnierzem ze sztucznego futra (także stosowano podpinkę ze sztucznego futra w okresie mrozów). Kurtki używane przez wojska lądowe posiadały futrzane kołnierze w kolorze brązowym, natomiast w marynarce i wojskach lotniczych używano kurtek z czarnym kołnierzem. Bechatka posiadała cztery kieszenie: dwie wpuszczane u dołu, jedną wewnętrzną oraz jedną na lewym rękawie zapinaną na kryty guzik. Początkowo na rękawach umieszczono trzy poziome paski do mocowania kamuflażu (tak jak w mundurze moro), potem z nich zrezygnowano. Kurtkę zapinano na guziki. Oznaczenia stopni noszono na naramiennikach, w taki sam sposób jak na bluzie munduru polowego.
W latach 80. wprowadzono nowy wzór kurtki polowej oznaczony jako wz. 5336. Zmianie uległa podpinka z flanelowej na sztuczne futerko na osnowie bawełnianej („cienki miś”).
W połowie lat 80. wprowadzono także odrębną kurtkę polową przeznaczoną dla oficerów – wz. 5770A. Ta kurtka posiadała odmienny rodzaj podpinki. Była to cienka pikowana podpinka wykonana ze sztucznego materiału. Ponadto nie posiadała kołnierza futrzanego.

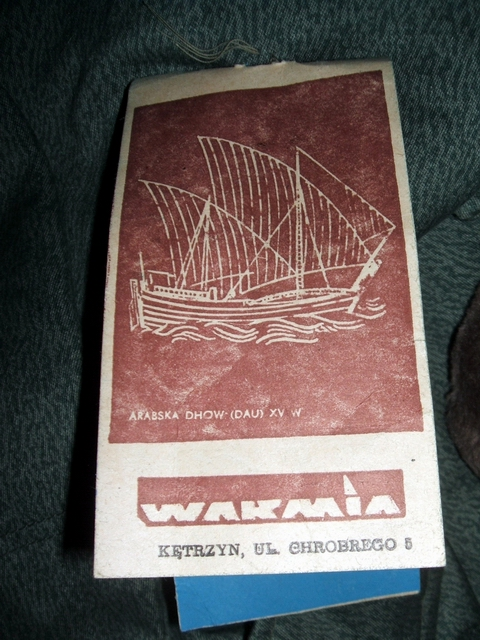
Metka kurtki polowej z podpinką wojsk lądowych produkcji zakładów Warmia Kętrzyn z 1982 roku.

Do umundurowania US przeznaczonego dla spadochroniarzy opracowano odmienny krój bechatki. Kurtka polowa posiadała układ kieszeni taki sam jak w bluzie munduru US. Podpinkę wykonano z wojłoku, z domieszką wielbłądziego futra, oraz tak jak w kurtce zwykłej posiadała futrzany wykładany kołnierz w kolorze brązowym. Produkcją bechatek w kamuflażu „mora” zajmowały się m.in. Zakłady Przemysłu Odzieżowego „Warmia” w Kętrzynie z filią w Mrągowie.

## Bechatki w kamuflażu wz. 89 puma
Na przełomie lat 80. i 90. wprowadzono na wyposażenie Wojska Polskiego mundury polowe w nowym kamuflażu – Puma. Wraz z mundurami polowymi wprowadzono też kurtkę polową w nowym kamuflażu (oznaczoną jako wz. 5770A). Zachowano stary krój kurtki oficerskiej.
W roku 1992 opracowano także wersję kurtki przeznaczoną dla wojsk powietrznodesantowych oznaczoną jako wz. 130/MON 92. Krój kurtki podobny jest do bluzy munduru US. posiada ona siedem kieszeni: cztery z przodu oraz trzy na rękawach (dwie na prawym i jedna na lewym) zapinanych na guziki kryte. Z tyłu umieszczono dwie przelotki (zapinane na zamek błyskawiczny) do kieszeni umieszczonych w analogicznym miejscu w całorocznym mundurze polowym US. Od wewnątrz wszyta jest na stałe warstwa ocieplająca. Ponadto istnieje możliwość dopięcia podpinki za pomocą guzików. W przeciwieństwie do kurtek wcześniej używanych przez LWP nie posiada dopinanego futrzanego kołnierza.

## Bechatki w kamuflażu wz. 93 pantera
Wraz z nowym umundurowaniem polowym wz. 93 dla całego wojska wprowadzono kurtkę polową w tym samym kamuflażu oznaczoną jako wz. 130/MON. Krój kurtki podobny do kurtki wz. 130/MON 92, zasadniczą zmianą jest nowy kamuflaż.
Podobne kurtki były i są używane także przez inne polskie służby mundurowe, m.in. BOR.